# Søtræer
Søtræer (latin Gorgonacea) er en orden af fastsiddende kolonier af koraldyr fundet overalt i verdenshavene, specielt i troperne og subtroperne. Søtræer ligner søfjer – en anden blød koral. Individuelle små polypper former kolonier som normalt er oprejste, flade, grenede og minder om en vifte. Andre kan være piskelignende eller buskede. 
En koloni kan være flere meter i bredde og højde, men kun få centimeter tykke. De kan være lysfarvede, ofte violette, røde eller gule. Fotosyntetiserende søtræer kan med succes holdes i akvarier.